# Semikolon (Künstlergruppe)
Semikolon ist eine Bonner Künstlergruppe, die im November 1968 gegründet wurde.
Gründungsmitglieder waren Alf Bayrle, Christoph Fischer, Alexander Opaska, Franz Josef Osterloh, Johannes Reinarz und Peter Wartenberg. Langjähriger Vorsitzender war Carl Körner. Die Anzahl der Mitglieder ist auf 18 Personen begrenzt.
Wenngleich Ausstellungen auch beispielsweise in Frankreich oder Spanien stattfanden, ist das Wirken der Gruppe eng mit der Kulturszene in Bonn verknüpft. Im Stadtbild präsent ist die Gruppe mit der Semikolonstele in der Rheinaue sowie weiteren temporären Installationen.

## Mitglieder
Mitglieder waren in der Vergangenheit u. a. Helmut Brand, Anna Chulkova, Izabella Chulkova, Heinz-Otto Laub, Josef Niesen, Sonja Riegert, Margit Romberg, Bohdan Z. Stachiw.
Gegenwärtige Mitglieder sind Sibel Akkulak, Nortrud Becher-König (2. Vorsitzende), Jutta Detken, Natja Jander, Erika Kömpel, Carl Körner (Ehrenvorsitzender), Rolf Lund, Barbara L. Mayer, Olaf Menke (Vorsitzender), Jerzy Z. Moryto, H.-Christian Pfeiler, Titus Reinarz und Tanja Schmiechen.

## Ausstellungen
Regelmäßige Ausstellungen werden meist im Kulturzentrum Hardtberg in Bonn-Duisdorf gezeigt.
- paintings, Kunst- und Ausstellungshalle der Bundesrepublik Deutschland 2000
- Semikolon, zusammen mit französischen Künstlern in der Agora in Raincy, 2007
- Aufbrüche, Lichthof in Köln, 2013
- Transitorisch, Künstlerforum Bonn, 2014
- occupy space, Haus an der Redoute, 2016